# Chenopodium preissmannii
Chenopodium preissmannii är en amarantväxtart som beskrevs av Josef Murr. Chenopodium preissmannii ingår i släktet ogräsmållor, och familjen amarantväxter. Inga underarter finns listade i Catalogue of Life.